# 가타오카 신와
카타오카 신와(片岡信和, 1985년 7월 30일 ~ )은 일본의 배우이다.

## 출연작

### 드라마
- 2008년 ~ 2009년 《염신전대 고온저》 코사카 렌 / 고온 블루 역